# Lèves
Lèves är en kommun i departementet Eure-et-Loir i regionen Centre-Val de Loire strax norr om centrala Frankrike. Kommunen ligger i kantonen Mainvilliers som tillhör arrondissementet Chartres. År 2022 hade Lèves 5 701 invånare.

## Befolkningsutveckling
Antalet invånare i kommunen Lèves
Referens:INSEE